# World Press Photo of the Year
El premi World Press Photo of the Year es lliura en la cerimònia dels premis de la fundació holandesa World Press Photo a una fotografia realitzada durant l'any anterior. Tot i que està dotat amb 10.000 € és un premi amb gran prestigi entre els mitjans periodístics.
Es lliura a la millor fotografia que no sigui només una imatge del fotoperiodisme de l'any sinó que sigui representativa davant d'un fet de gran importància periodística, demostrant un excel·lent nivell de percepció visual i creativitat.
A continuació es presenten els guanyadors i informació sobre les seves fotografies.
| Any  | Fotògraf                              | Tema                                            | Descripció | Enllaç                     |
| ---- | ------------------------------------- | ----------------------------------------------- | --- | -------------------------- |
| 1955 | Dinamarca, Mogens von Haven           | Motociclisme                                    | El 28 d'agost de 1955 en elVolk Molle Racetracken Randers, Dinamarca un motociclista s'estavella durant la competició. | Imatge                     |
| 1956 | Alemanya, Helmuth Pirath              | Tornada a casa després de la guerra             | Presoner alemany de la segona guerra mundial es reuneix amb la seva filla a la qual no havia vist en la seva infància. | Imatge                     |
| 1957 | Estats Units, Douglas Martin          | Segregació racial als Estats Units              | En un clima de violència Dorothy Counts és una de les primeres estudiants afroamericanes al Harry Harding High School, on la segregació racial ja no es practicava. | Imatge                     |
| 1958 | Txecoslovàquia, Stanislav Tereba      | Futbol                                          | Durant un partit de futbol entre el Sparta de Praga i el Červená Hvězda Bratislava, el porter Miroslav Čtvrtníček es disposa a treure de porta sota la pluja. | Imatge                     |
| 1959 | No es va lliurar el premi.            | No es va lliurar el premi.                      | No es va lliurar el premi. | No es va lliurar el premi. |
| 1960 | Japó, Yasushi Nagao                   | Assassinat                                      | El 12 d'octubre de 1960 l'ultradretà de 17 anys Otoya Yamaguchi mata el polític socialista Inejiro Asanuma amb una espasa en un míting a Tòquio. | Imatge                     |
| 1961 | No es va lliurar el premi             | No es va lliurar el premi                       | No es va lliurar el premi | No es va lliurar el premi  |
| 1962 | Veneçuela, Héctor Rondón Lovera       | Rebel·lió a Veneçuela                           | Durant un aixecament de la guerrilla veneçolana de les Forces Armades d'Alliberament Nacional, un soldat moribund s'aferra a un sacerdot entre el foc de franctiradors. | Imatge                     |
| 1963 | Estats Units, Malcolm Browne          | Supressió del budisme en Vietnam                | El monjo vietnamita Thich Quang Duc s'autoimmola en protesta de les persecucions de budistes realitzada pel president Ngo Dinh Diem. | Imatge                     |
| 1964 | Regne Unit, Donald McCullin           | Conflicte de Xipre                              | Una dona turca plora el seu marit mort, víctima de la guerra civil grega de Turquia. | Imatge                     |
| 1965 | Japó, Kyoichi Sawada                  | Guerra del Vietnam                              | Una mare i els seus fills voregen el riu en Loc Thuong per escapar dels bombardejos de les tropes dels Estats Units. | Imatge                     |
| 1966 | Japó, Kyoichi Sawada                  | Guerra del Vietnam                              | El 24 de febrer de 1966 un blindat M113 nord-americà arrossega el cos d'un soldat del Viet Cong abans de ser enterrat. | Imatge                     |
| 1967 | Països Baixos, Co Rentmeester         | Guerra del Vietnam                              | El comandant d'un Patton M48 mira a través dels seus prismàtics. Aquesta va ser la primera fotografia en color que va guanyar el premi. | Imatge                     |
| 1968 | Estats Units, Eddie Adams             | Guerra del Vietnam                              | L'1 de febrer de 1968 el cap de la policia del Vietnam del Sud Nguyễn Ngoc Préstec executa sumàriament el presoner Viet-Cong Nguyen Van Lem en un carrer de Saigon d'un tret al cap. | Imatge                     |
| 1969 | Alemanya, Hanns-Jörg Anders           | Conflicte d'Irlanda del Nord                    | Un catòlic irlandès amb màscara de gas es troba davant d'un mur amb el grafit volem la pau, moments abans del llançament de gasos lacrimògens per les tropes britàniques. | Imatge                     |
| 1970 | No es va lliurar el premi.            | No es va lliurar el premi.                      | No es va lliurar el premi. | No es va lliurar el premi. |
| 1971 | No es va lliurar el premi.            |                                                 | |                            |
| 1972 | Alemanya, Wolfgang Peter Geller       | Robatori a un banc a Saarbrücken                | Després de l'atracament té lloc un tiroteig entre la policia i els lladres. | Imatge                     |
| 1973 | Vietnam, Nick Ut                      | Guerra del Vietnam                              | Phan Thi Kim Phuc i altres nens fugen amb cremades greus causades per napalm llançat per avions del Vietnam del Sud. | Imatge                     |
| 1974 | Xile, Orlando Lagos                   | Cop d'Estat a Xile de 1973                      | L'11 de setembre de 1973 el president Salvador Allende apareix poc abans de morir al palau presidencial de La Moneda durant el cop militar del general Pinochet. La identitat de Lagos com a fotògraf no va ser revelada fins al febrer de 2007, un mes després de la seva mort. | Imatge                     |
| 1975 | Estats Units, Ovie Carter             | Fam en Níger                                    | Un nen petit pateix durant una sequera al Níger. | Imatge                     |
| 1976 | Estats Units, Stanley Formen          | Incendi                                         | Durant un incendi en un edifici d'apartaments de Boston una dona cau amb la seva filla. La dona va morir en xocar amb el terra. | Imatge                     |
| 1977 | França, Françoise Demulder            | Guerra Civil Libanesa                           | El gener de 1976 un grup de refugiats palestins fuig de la guerra civil a Beirut. | Imatge                     |
| 1978 | Sud-àfrica, Leslie Hammond            | Apartheid en Sud-àfrica                         | La policia sud-africana llança gasos lacrimògens a un grup de manifestants a Modderdam prop de Ciutat del Cap. | Imatge                     |
| 1979 | Japó, Sadayuki Mikami                 | Aeroport Internacional de Narita                | Després d'anys de protestes per part de la població contra la construcció de l'aeroport de Narita de Tòquio aquest està preparat per obrir-se quan el 26 març 1978 esclaten greus enfrontaments entre manifestants i la policia. | Imatge                     |
| 1980 | Estats Units, David Burnett           | Caiguda dels khmers rojos a Cambodja            | El novembre de 1979 en un camp de refugiats de Sa Keo prop de la frontera entre Tailàndia i Cambodja, una dona sosté el seu fill en braços. | Imatge                     |
| 1981 | Regne Unit, Mike Wells                | Fam en Karamoja, Uganda                         | L'abril de 1980 un missioner sosté la mà d'un nen que es mor de fam al nord-est d'Uganda. | Imatge                     |
| 1982 | Espanya, Manuel Pérez Barriopedro     | Cop d'Estat a Espanya de 1981                   | El 23 de febrer de 1981 el tinent coronel Antonio Tejero parla amb una arma a la mà als diputats del congrés que mantenia segrestats. | Imatge                     |
| 1983 | Estats Units, Robin Moyer             | Guerra del Líban de 1982                        | El 18 setembre 1982 diversos cadàvers de palestins es troben al carrer, són les seqüeles de la massacre de Sabra i Xatila realitzada per les milícies falangistes. | Imatge                     |
| 1984 | Turquia, Mustafa Bozdemir             | Terratrèmol a Turquia                           | El 30 d'octubre de 1983, després d'un devastador terratrèmol a les rodalies d'Erzurum i Kars, Kezban Özer troba els seus cinc fills enterrats vius. | Imatge                     |
| 1985 | Índia, Pau Bartholomew                | Desastre de Bhopal                              | El cos enterrat d'un nen, mort en un accident químic a la planta de l'empresa química nord-americana Union Carbide Corporation | Imatge                     |
| 1986 | França, Frank Fournier                | Omayra Sánchez                                  | Sánchez, víctima de l'erupció volcànica de Armero va morir després d'estar atrapada en un forat de fang durant 60 hores. | Imatge                     |
| 1987 | Estats Units/ Israel, Alon Reining    | SIDA                                            | El pacient nord-americà de Ken Meeks s'asseu en una cadira de rodes. Als braços hi té nombroses lesions causades pel sarcoma de Kaposi. | Imatge                     |
| 1988 | Estats Units, Anthony Suau            | Eleccions a Corea del Sud                       | El 18 desembre 1987 una mare desesperada a Kuro (Corea del Sud) es recolza en l'escut d'un policia antiavalots i demana clemència per al seu fill detingut durant una manifestació. Després de les eleccions de novembre hi va haver protestes contra el govern al qual es va acusar de frau electoral. | Imatge                     |
| 1989 | Estats Units, David Turnley           | Terratrèmol a Armènia                           | Boris Abgarzian vetlla el seu fill de 17 anys víctima del terratrèmol d'Armènia, a la ciutat de Leninakan. | Imatge                     |
| 1990 | Estats Units, Charlie Cole            | Protestes de la Plaça de Tian'anmen de 1989     | Un manifestant deté un grup de carros de combat durant les protestes de la Plaça de Tiananmen de 1989 que van acabar en massacre. | Imatge                     |
| 1991 | França, Georges Merillon              | Conflicte de Kosovo                             | La família de Nashim Elshani fa duel al voltant del seu llit de mort ja que va ser assassinat mentre protestava per l'autonomia de Kosovo. | Imatge                     |
| 1992 | Estats Units, David Turnley           | Guerra del Golf                                 | El sergent nord-americà Ken Kozakiewicz de dol per la mort del soldat Andy Alaniz assassinat per foc amic. | Imatge                     |
| 1993 | Estats Units, James Nachtwey          | Fam en Somàlia                                  | Una mare somali aixeca el cos del seu fill mort per malnutrició. | Imatge                     |
| 1994 | Canadà, Larry Towell                  | Territoris palestins                            | Nens palestins aixequen les seves pistoles de joguina a l'aire. | Imatge                     |
| 1995 | Estats Units, James Nachtwey          | Genocidi en Ruanda                              | Home hutu mutilat per altres hutus de la milícia Interahamwe en sospitar que simpatitzava amb els rebels tutsis. | Imatge                     |
| 1996 | Estats Units, Lucian Perkins          | Primera Guerra Txetxena                         | Un nen treu el cap des d'un autobús ple de refugiats que fugen dels combats a prop de Shali, Txetxènia. | Imatge                     |
| 1997 | Itàlia, Francesco Zizola              | Guerra civil d'Angola                           | Víctimes d'una mina terrestre mentre jugaven, a la ciutat angolesa de Kuito. | Imatge                     |
| 1998 | Algèria, Hocine                       | Plor per les víctimes de la massacre            | Una dona plora a les víctimes d'una massacre a Bentalha, Algèria. | Imatge                     |
| 1999 | Estats Units, Dayna Smith             | Conflicte de Kosovo                             | Familiars i amics tracten de consolar la vídua d'un combatent de l'Exèrcit d'Alliberament de Kosovo mort d'un tret mentre patrullava el dia anterior. | Imatge                     |
| 2000 | Dinamarca, Claus Bjørn Larsen         | Guerra de Kosovo                                | Un refugiat albanès de Kosovo ferit camina pels carrers de Kukes, Albània. | Imatge                     |
| 2001 | Estats Units, Lara Jo Regan           | Immigració als Estats Units                     | Un immigrant mexicà treballa per alimentar els seus fills. | Imatge                     |
| 2002 | Dinamarca, Erik Refn                  | Refugiats en la guerra de l'Afghanistan.        | El cos d'un nen afganès preparat pel seu enterrament al campament de refugiats de Jalozai. | Imatge                     |
| 2003 | Armènia/ Estats Units, Eric Grigorian | Terratrèmol en Iran                             | Un nen subjecta els pantalons del seu pare mort en el terratrèmol del 23 de juny del 2002. | Imatge                     |
| 2004 | França, Jean-Marc Bouju               | Guerra de l'Iraq                                | Un presoner iraquià amb una caputxa al cap s'arrauleix al seu fill en un centre d'acollida. | Imatge                     |
| 2005 | Índia, Arko Datta                     | Terratrèmol de l'oceà Índic del 2004            | Dos dies després del tsunami una dona índia desesperada plora a un familiar mort en Cuddalore, Tamil Nadu. | Imatge                     |
| 2006 | Canadà, Finbarr O'Reilly              | Fam a causa de la sequera en Níger              | Una mare i el seu fill esperen aliments en un centre d'emergència de Tahoua al Níger. | Imatge                     |
| 2007 | Estats Units, Spencer Platt           | Segona Guerra del Líban.                        | Cinc joves libanesos passegen en un descapotable entre les runes d'un bombardeig al sud de Beirut. | Imatge                     |
| 2008 | Regne Unit, Tim Hetherington          | Guerra de l'Afganistan                          | Un soldat nord-americà esgotat toca una paret i es dona un cop de mà al cap. | Imatge                     |
| 2009 | Estats Units, Anthony Suau            | Crisi de les hipoteques subprime                | Un policia armat entra en una casa després del desallotjament dels residents com a resultat de l'execució de la hipoteca. | Imatge                     |
| 2010 | Itàlia, Pietro Masturzo               | Eleccions presidencials iranianes de 2009.      | Una dona iraniana cridant des d'una teulada a Teheran en protesta contra el resultat de les eleccions presidencials el 2009. | Imatge                     |
| 2011 | Sud-àfrica, Jodi Bieber               | Tracte talibà a la dona.                        | Jove afganesa de 18 anys que va abandonar el seu marit per violència intrafamiliar va ser mutilada pel seu espòs, el qual li va tallar el nas i les orelles per exigència dels talibans que reclamaven un càstig. | Imatge                     |
| 2012 | Catalunya, Samuel Aranda              | Protestes al Iemen 2011.                        | Una dona sosté en els seus braços un parent ferit, dins d'una mesquita utilitzada com a hospital de campanya pels manifestants contra el govern del president Ali Abdullah Saleh, durant els enfrontaments a Sanaa, Iemen el 15 d'octubre de 2011. | Image                      |
| 2013 | Suècia, Paul Hansen                   | Víctimes de l'operació Pillar of Defense        | Homes de dol porten als seus funerals el nen de dos anys Suhaib Hijazi i el seu germà Muhammad, de tres anys, morts per un atac de míssils israelià a Gaza que també va matar el seu pare, Fouad, i va ferir de gravetat la seva mare. Foto presa el 20 de novembre de 2012. | Imatge                     |
| 2014 | Estats Units, John Stanmeyer          | Immigrants africans                             | Migrants a la costa de la ciutat de Djibouti aixequen els seus telèfons mòbils en un intent de capturar un senyal de baix cost de la veïna Somàlia. | Image                      |
| 2015 | Dinamarca, Mads Nissen                | LGBT a Rússia                                   | La foto mostra a una parella homosexual durant un moment íntim, recordant a l'espectador que la vida per a les persones lesbianes, gais, bisexuals o transgènere és cada vegada més difícil a Rússia. | Image                      |
| 2016 | Austràlia, Warren Richardson          | Crisi dels refugiats a Europa                   | Una fotografia nocturna que mostra com un home passa a un bebè a través d'un filat a la frontera entre Horgoš (Sèrbia) i Röszke (Hongria). | Image                      |
| 2017 | Turquia, Burhan Ozbilici              | Assassinat d'Andrei Karlov                      | La foto mostra l'oficial de policia Mevlüt Mert Altıntaş al costat d'Andrei Karlov, ambaixador rus a Turquia, moments després que el disparés a l'esquena. Altıntaş va disparar a Karlov per protestar contra la implicació de Rússia en la Guerra Civil Siriana. | Image                      |
| 2018 | Veneçuela, Ronaldo Schemidt           | Crisi a Veneçuela                               | José Salazar, 28, s'incendia enmig de violents enfrontaments amb la policia antiavalots durant una protesta contra el president Nicolás Maduro, a Caracas, Veneçuela. Salazar es va encendre quan va esclatar el tanc de gas d'una moto. Va sobreviure a l'incident amb cremades de primer i segon grau. El president Maduro havia anunciat plans per revisar el sistema democràtic de Veneçuela mitjançant la formació d'una assemblea constituent per substituir l'Assemblea Nacional liderada per l'oposició. | Image                      |
| 2019 | Estats Units, John Moore              | Política de migració de Donald Trump            | Un nen hondureny plora mentre ella i la seva mare són arrestades per funcionaris de la frontera dels EUA a McAllen, Texas. | Image                      |
| 2020 | Japó, Yasuyoshi Chiba                 | Cop d'estat sudanès                             | La foto mostra un jove recitant poemes de protesta durant un tall nocturn de poder a Khartum el 19 de juny de 2019. Està envoltat per nombroses persones que l'il·luminen amb els seus telèfons mòbils i canten eslògans per a la restauració del govern civil. En temps de violència i conflicte, el president del jurat va triar deliberadament una foto que simbolitza l'esperança i no representa la guerra i la violència.                                                                                  | Image                      |
| 2021 | Dinamarca, Mads Nissen                | Primera abraçada en plena Covid-19              | La imatge mostra la primera abraçada que Rosa va rebre en cinc mesos a causa del Coronavirus. Al març, les llars d'infermeria al Brasil van tancar les portes a tots els visitants a causa de la pandèmia de COVID-19, evitant que milions de brasilers visitessin els seus parents majors. Es va ordenar als assistents mantenir el contacte físic amb les persones vulnerables al mínim. | Image                      |
| 2022 | Canadà, Amber Bracken                 | Homenatge als nens morts en una escola indígena | Vestits penjats en creus que homenatgen els 215 nens indígenes que van morir a l'Escola Residencial de Kamloops, a la província de Colúmbia Britànica, i els cadàvers dels quals van ser localitzats l'any passat en tombes sense identificar. | Image                      |
| 2023 | Ucraïna, Evgeniy Maloletka            | Invasió russa d'Ucraïna                         | Una dona embarassada ferida és transportada en una llitera després de l'atac aeri rus sobre un hospital-maternitat a Mariúpol. El nadó va néixer mort, la dona va morir poc després de tenir el seu fill. | Image                      |
| 2024 | Palestina, Mohammed Salem             | Guerra entre Israel i Gaza de 2023              | Una dona palestina sosté el cadàver de la seva neboda, matada juntament amb la seva mare i la seva germana per un míssil israelià disparat contra la seva casa a Khan Yunis, Franja de Gaza. | Image                      |